# Степная (шахта)

Административно-бытовой комплекс шахты «Степная»

ГОАО «Шахта "Степная"» (укр. ДВАТ «Шахта "Степова"») — угледобывающее предприятие в городе Першотравенск Днепропетровской области Украины, входит в ГХК «Павлоградуголь».

## История
Строительство шахты «Западно-Донбасская № 2» на окраине посёлка Шахтёрский Павлоградского района Днепропетровской области началось в 1957 году в соответствии с шестым пятилетним планом развития народного хозяйства СССР. Шахта строилась по проекту днепропетровского проектного института «Днепрогипрошахт» шахтостроительным управлением треста «Павлоградшахтострой» и являлась стройкой общесоюзного значения.
В строительстве шахты участвовали рабочие и специалисты Донбасса, Кузбасса, Урала, Хабаровска и Львова.
20 марта 1965 года шахта мощностью 900 тыс. тонн каменного угля в год была введена в эксплуатацию и включена в состав шахтоуправления «Першотравенское» треста "Павлоградуголь". Позднее шахта получила новое название — шахта «Степная».
В 1984 году на шахте был установлен рекорд — бригадой М. В. Протасова было добыто 1747 тонн угля в сутки. В 1987 году на шахте началось строительство блока № 2. 
После провозглашения независимости Украины шахта перешла в ведение министерства угольной промышленности Украины.
В марте 1995 года Верховная Рада Украины внесла шахту в перечень предприятий, приватизация которых запрещена в связи с их общегосударственным значением. В 2001 году на шахте был заменён копёр главного ствола методом надвига целостной металлоконструкции, — применение данной технологии сократило сроки его замены. 
В марте 2003 года было утверждено решение о приватизации активов ОАО ГХК «Павлоградуголь» (в том числе, шахты "Степная").
В июле 2004 года «Павлоградуголь» вошел в «Донбасскую топливно-энергетическую компанию».
В июле 2012 года использование породного отвала шахты «Степная» было прекращено, в 2013 году начались работы по рекультивации террикона (разравнивание вершины террикона с устройством плоской террасы для последующей высадки растений).